# شيرلى بيتس
كانت شيرلي سالي بيتس (بالإنجليزية: Shirley Pitts)‏ ، ولاحقًا شيرلي سالي هوكينز (24 نوفمبر 1934 - 16 مارس 1992) ،و هي من المحتالين واللصوص الإنجليز المعروفين باسم «ملكة المتسوقين». ولدت في الفقر والجريمة، وبدأت في السرقة وهي طفلة لإطعام أشقائها. تلقت تعليمها في مجال السرقة من قِبل الفيلة الأربعين، والمعروفة أيضًا باسم اللصوص الأربعون، ثم تنوعت فيما بعد إلى جرائم أخرى غير عنيفة مثل الاحتيال. عندما توفيت بيتس بسبب سرطان الثدي، حصلت على جنازة متقنة في جنوب لندن حضرها معارف عائلية وجنائية تلقت تغطية إعلامية وطنية في بريطانيا.

## النشأة والعائلة
ولدت بيتس جنوب شرق لندن بشارع لامبث ووك في حى لامبث، لأب يدعى هاري بينس والذي توفي بسحن باركهورست من العام 1962 وأم تدعى نيل تايور مدمنة كحول، ولديها شقيق يدعى هنرى توفي بعمر 29 عام في حادث سيارة، كما تبرأت من شقيق لها آخر يدعي تشارلي بعد مشاركتع في مؤامرة خطف قام فيها بتعذيب امرأة وحكم عليه بالسجن لمدة 15 عام.
في سن السابعة كانت بيتس تقوم بسرقة الحليب والخبز لاطعام أشقاؤها الخمسة وذلك على أثر سجن والدها وقيام والدتها ببيبع دفاترهم التمونية، تم نقلها أثناء الحرب العالمية الثانية إلى مقاطعة يوركشاير وأمضت سنوات مراهقتها بالمدارس الإصلاحية ومن ثم تم تعليمها السرقة بعد ان التقت بعصابة الاربعين لص وهى مجموعة نسائية من اللصوص تأسست في العصر الفيكتورى واستمرت حتى الخمسينات من القرن العشرين. 
كانت لدى بيتس عدد من العلاقات والتي أسفر عنها سبعة أطفال من ثلاث آباء، خمسة من أطفالها من علاقتها مع كريس هوكينز والذي كان يدير كشك لبيع الفواكه والخضروات في سوق هوكستون، كانت تتعرض للضرب من هوكينز الا انه كفى عن ذلك بعد تلقيه تحذير من رؤساء عصابة كراى التوأم  رونالد كراي وريجي كراي، بعد وفاة هوكينز تبنت شيرلي اسم عائلته.